# Rohloff Speedhub

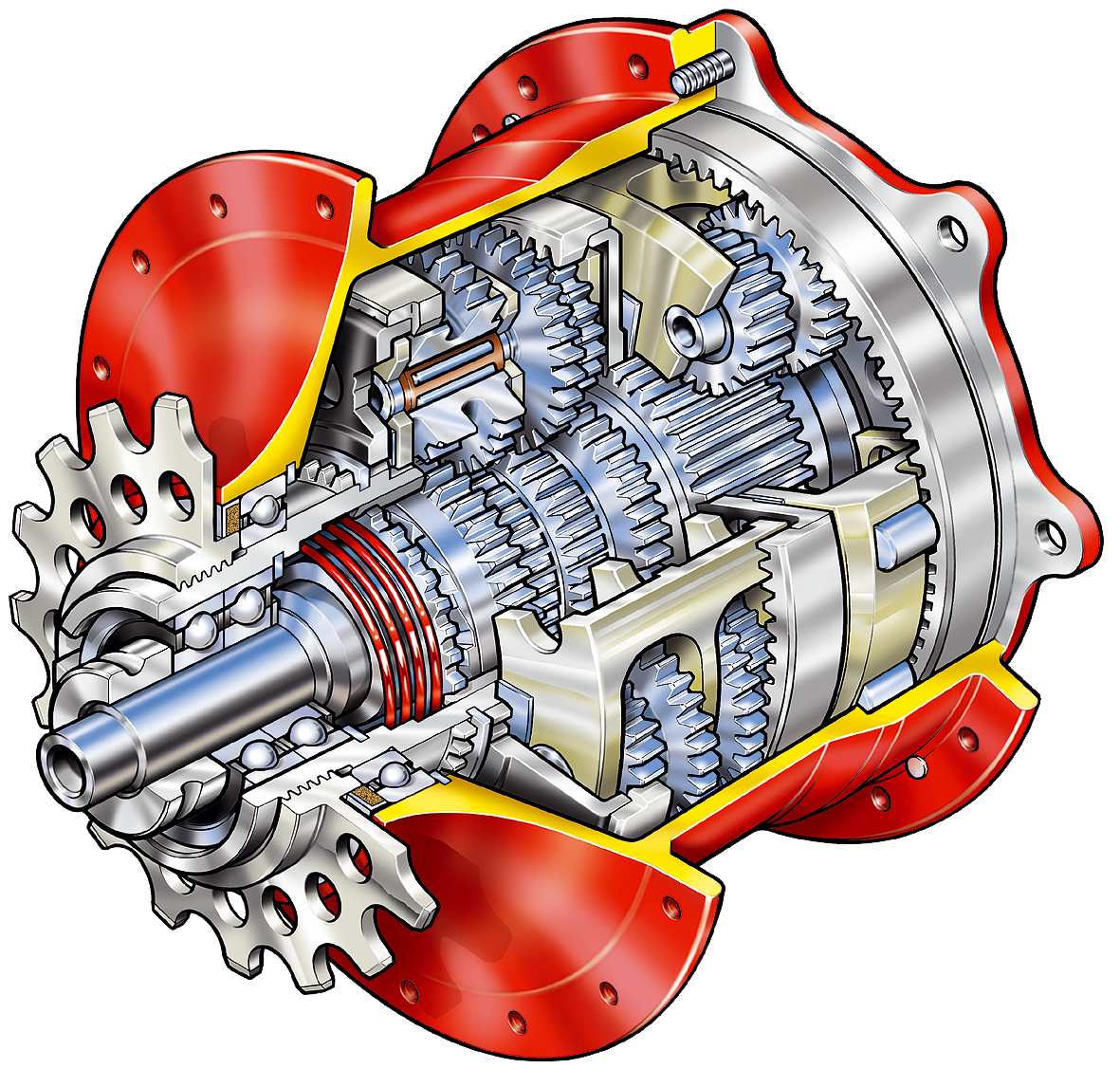
Schematický řez převodovkou

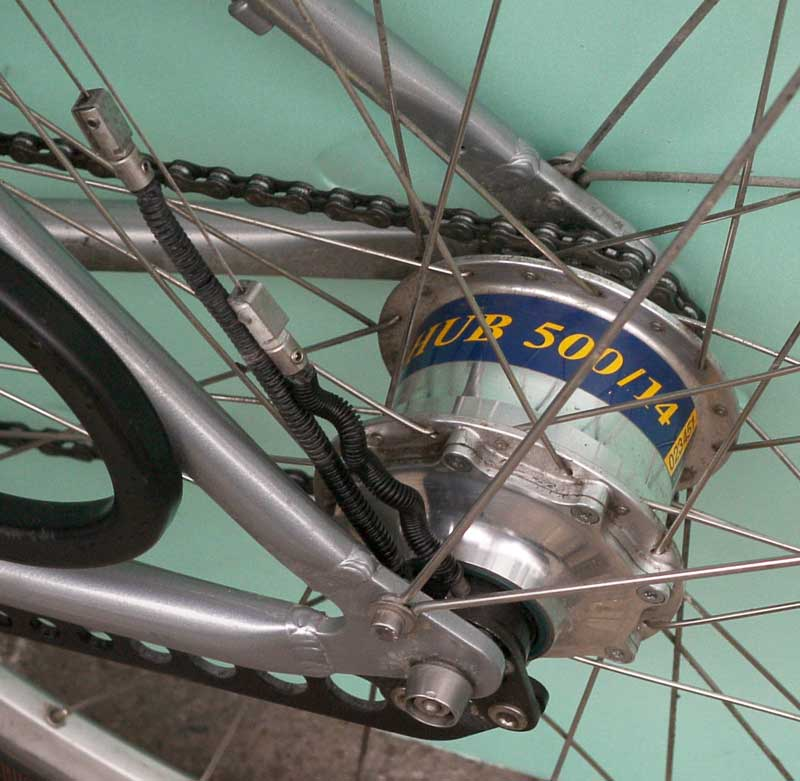
Rohloff 500/14 namontovaný na kole

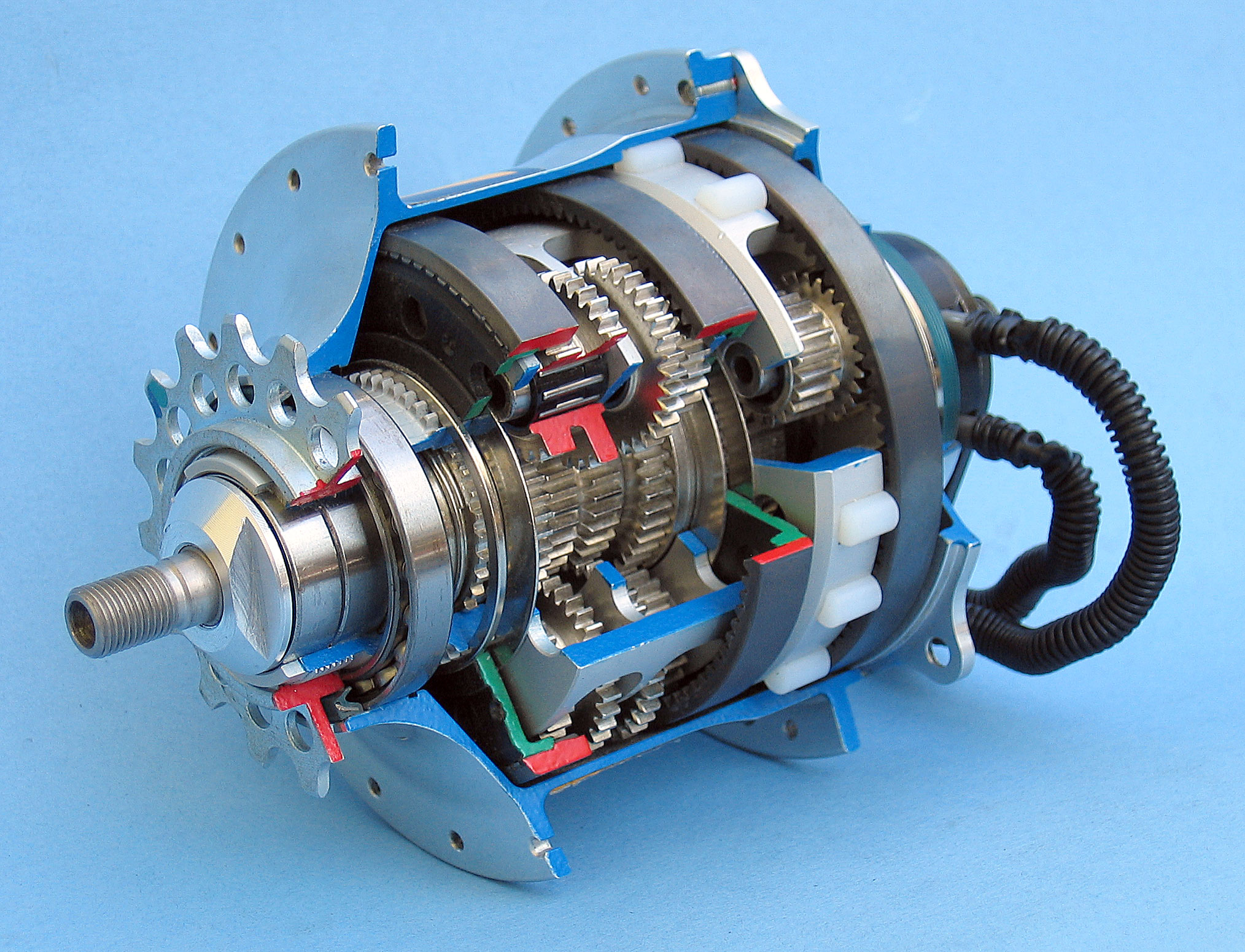
Řez převodovkou

Rohloff Speedhub 500/14 je nábojová planetová převodovka pro jízdní kolo vyráběná německou firmou Rohloff AG. Má 14 převodových stupňů, rozvržených rovnoměrně po 13,6 %, celkový převodový rozsah je 526 %.
Velkým rozsahem i počtem převodů konkuruje tato převodovka rozšířenějším systémům přehazovaček. U nich je totiž z dostupných (například 3*9=27) převodů smysluplně využitelná jen část, některé kombinace jsou duplicitní a při některých se příliš kříží řetěz. Výhodou planetových převodovek obecně pak je jejich zapouzdřenost, z které plynou menší nároky na údržbu a čištění. Kromě o něco vyšší váhy tak je hlavní nevýhodou proti přehazovačce vyšší pořizovací cena.

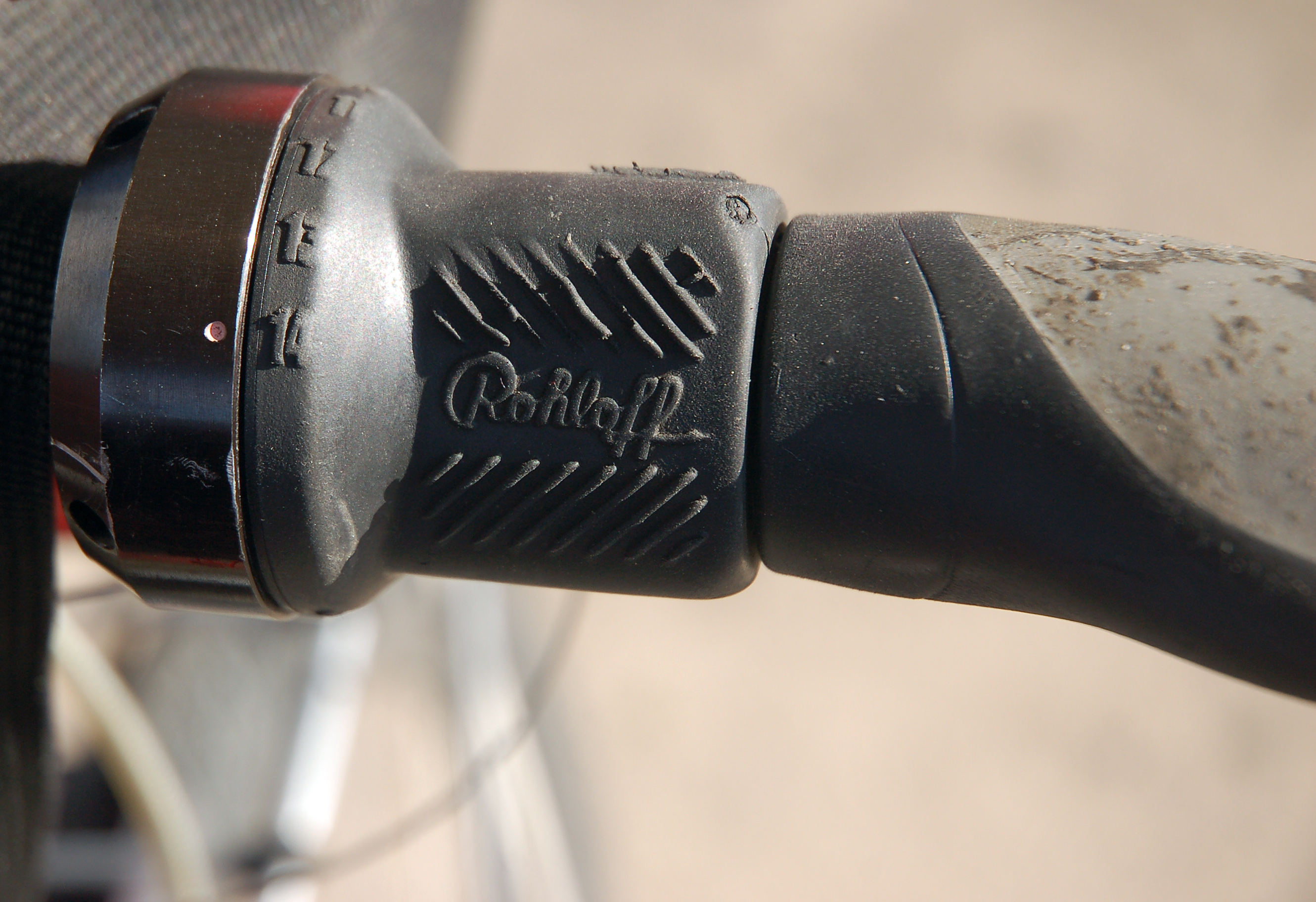
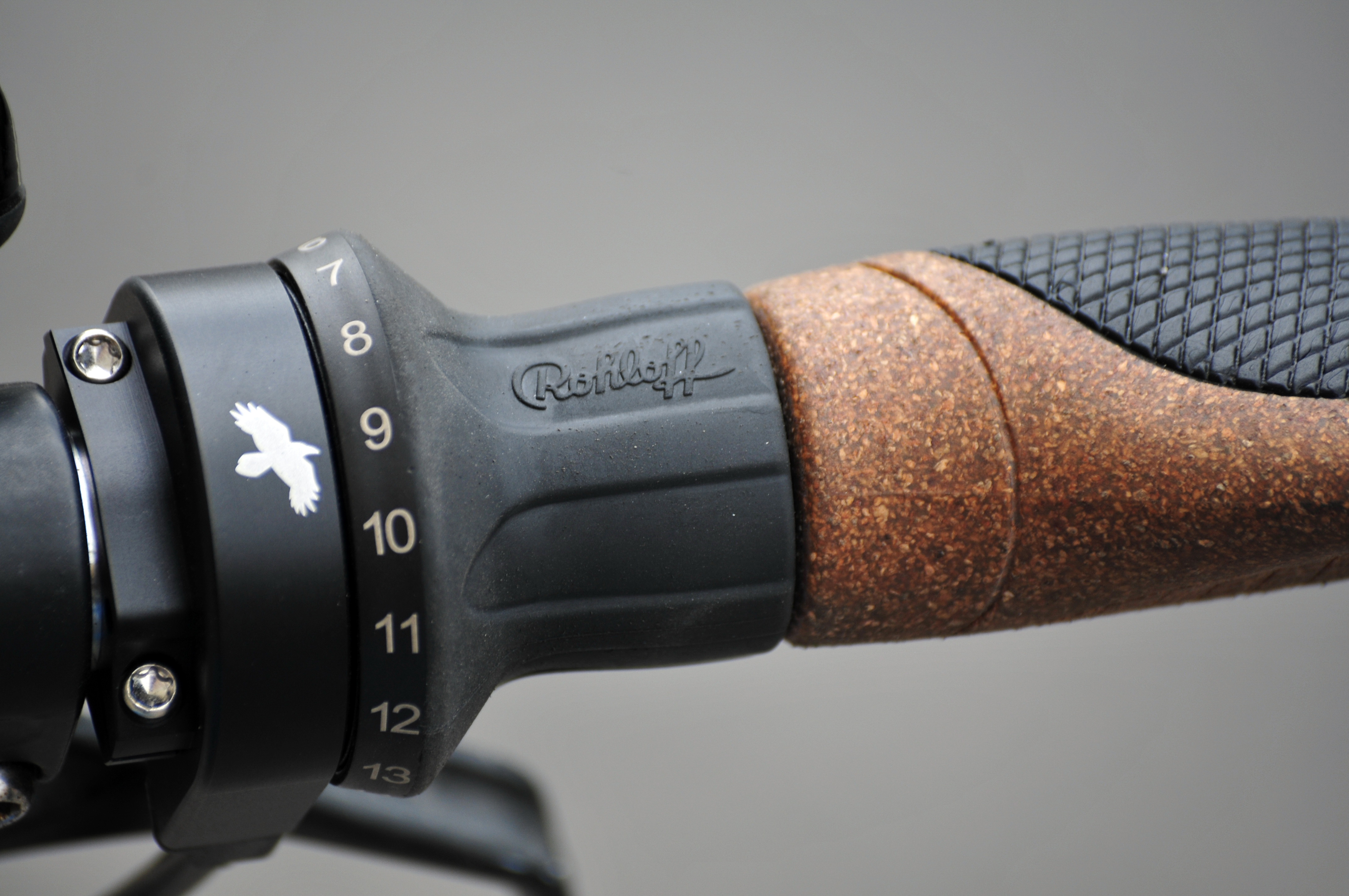
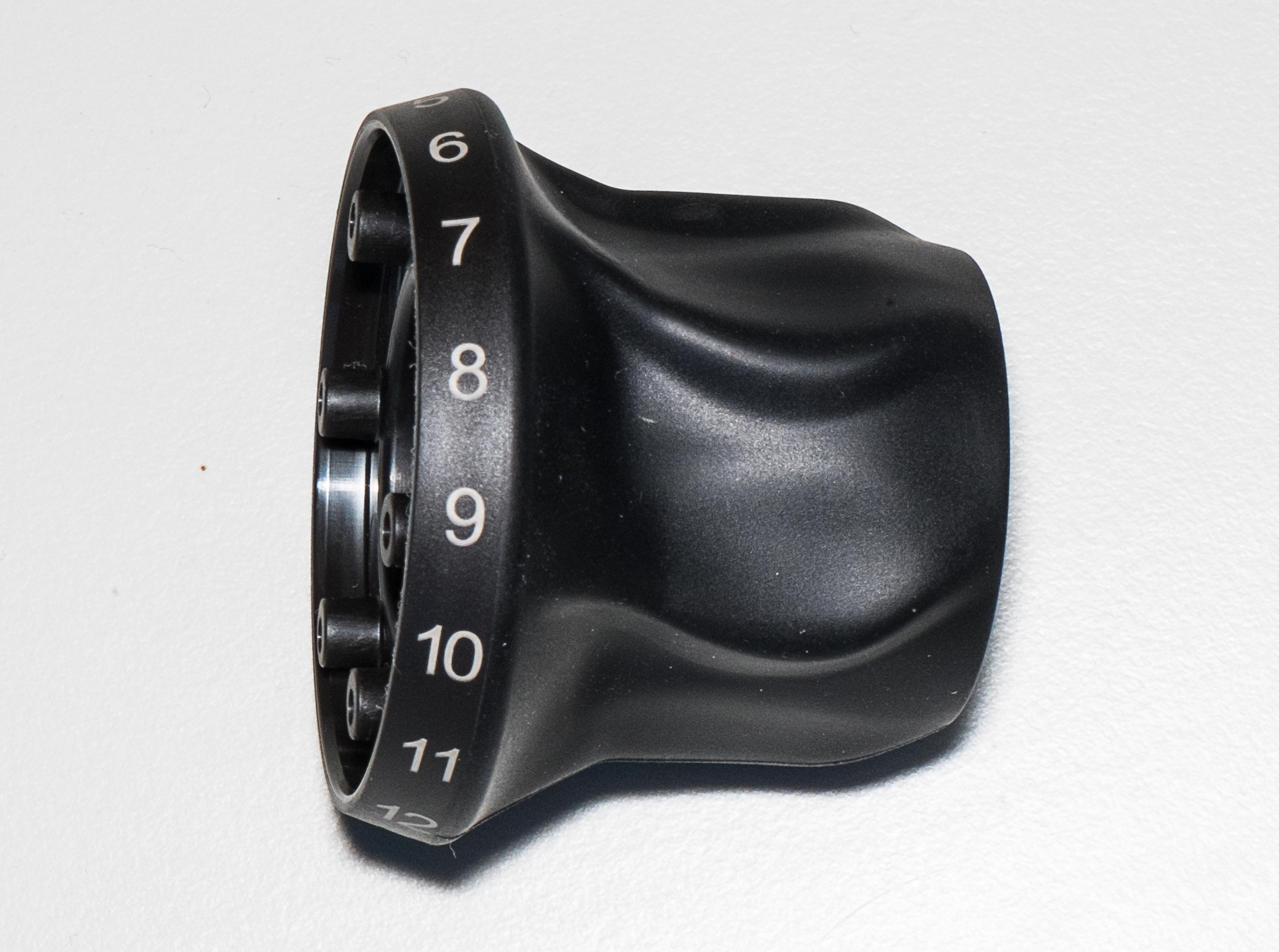